# West Burlington
West Burlington  è una township degli Stati Uniti d'America, nella contea di Bradford nello Stato della Pennsylvania. Secondo il censimento del 2000 la popolazione è di 782 abitanti.

## Società

### Evoluzione demografica
La composizione etnica vede una maggioranza di quella bianca (98,47%), seguita dagli afroamericani (0,64%) dati del 2000.
| township di West Burlington Popolazione |     |
| 2000                                    | 782 |
| Stima al 2009                           | 779 |